# Thomas Calabro
Thomas F. Calabro (Brooklyn, 3 februari 1959) is een Amerikaans acteur.
Calabro maakte zijn doorbraak op de Fordham University toen hij de hoofdrol in het schooltoneelstuk Een midzomernachtsdroom kreeg, nadat mede-student Denzel Washington zich terugtrok. In 1984 maakte hij zijn filmdebuut met een bijrol in de actiefilm Exterminator 2. Na gastrollen in onder andere Law & Order en Columbo, kreeg hij in 1992 een grote rol in de soapserie Melrose Place. Deze rol bleef hij tot het einde van de serie in 1999 spelen.
Op 10 april 1993 trouwde Calabro met Elizabeth Pryor, met wie hij drie kinderen heeft. In 1995 speelde hij tegenover Tracey Gold in twee televisiefilms, Stolen Innocence en Sleep, Baby, Sleep. Nadat Melose Place werd stopgezet, speelde hij voornamelijk in televisiefilms tegenover bekende namen, zoals Nicholle Tom, Jaime Pressly en John Savage.
In 2004 speelde Calabro een bijrol tegenover Steve Guttenberg in de kerstfilm Single Santa Seeks Mrs. Claus. Meer recentelijk speelde hij in de low-budgetfilms Ice Spiders (2007) en Chill (2007).
- Library of Congress Control Number: no2006008428
- Virtual International Authority File: 14516610
- WorldCat: E39PBJgMykGX7Rd3W8H8XVkMT3